# 保護國際
保護國際（英語：Conservation International, CI）為一非政府組織，總部設在美國華盛頓特區。其創建於1987年，目前有超過900位雇員，在超過40個國家進行保護工作，其中90%的僱員是這些國家的公民，以非洲、亞洲、大洋洲與中南美洲雨林的發展中國家為主，並設有中國項目。
CI在全球生物多樣性保護的需求最迫切的地區工作，包括生物多樣性熱點地區，重要的海洋生態系統區，以及生物多樣性豐富的荒野地區。保護國際並以和各地非政府組織與原住民形成夥伴關係而著稱。保护国际通过科学技术、经济、政策影响和社区参与等多种方法保护热点地区的生物多样性。

## 宗旨
為了我們子孫後代精神上、文化上、經濟上的繁榮，我們必須保存今天地球上的自然遺產。保護國際的使命就是保存地球上尚存的自然遺產，保護全球的生物多樣性，並證明人類社會可以與自然和諧共處。

## 發現
截至2008年年尾，共19年內保護國際進行了63次野外考察及研究，並至少為科學界帶來超過700種新物種。單是在2008年年尾，於巴布亞新幾內亞境內的熱帶雨林內就發現了超過70種新物種。

## 外部連結
- 保護國際網站（页面存档备份，存于）